# Тортизамбер
Тортизамбе́р (фр. Tortisambert) — коммуна во Франции, находится в регионе Нижняя Нормандия. Департамент коммуны — Кальвадос. Входит в состав кантона Ливаро. Округ коммуны — Лизьё.
Код INSEE коммуны — 14696.

## Население
Население коммуны на 2010 год составляло 150 человек.
| 1962 | 1968 | 1975 | 1982 | 1990 | 1999 | 2010 |
| ---- | ---- | ---- | ---- | ---- | ---- | ---- |
| 228  | 187  | 164  | 127  | 136  | 149  | 150  |

## Экономика
В 2010 году среди 99 человек трудоспособного возраста (15—64 лет) 67 были экономически активными, 32 — неактивными (показатель активности — 67,7 %, в 1999 году было 62,9 %). Из 67 активных жителей работали 57 человек (32 мужчины и 25 женщин), безработных было 10 (3 мужчин и 7 женщин). Среди 32 неактивных 13 человек были учениками или студентами, 9 — пенсионерами, 10 были неактивными по другим причинам.